# Jack Kevorkian
Jacob "Jack" Kevorkian (født 26. maj 1928, død 3. juni 2011) var en armensk-amerikansk patolog, maler, komponist og musiker.
Han var kendt som eutanasi-aktivist (assisteret selvmords-aktivist) og hjalp mindst 130 syge mennesker med at tage deres egne liv. Han blev i 1999 dømt for meddelagtighed i overlagt mord, da han i et tilfælde selv injicerede patienten, så vedkommende døde. Han blev idømt 10 til 25 års fængsel, men blev prøveløsladt 1. juni 2007 efter at have overbevist fængselsmyndighederne om, at han kun havde måneder tilbage at leve i på grund af hepatitis C-virus.
Kevorkian blev kaldt Dr. Death (Doktor Død) og kom på forsiderne af de største tidsskrifter i USA, herunder Newsweek og Time. Han blev interviewet af Barbara Walters og Mike Wallace i 60 Minutes, hvor der blev vist optagelser af Kevorkian, da han dræbte Thomas Youk, hvilket han senere blev dømt for.
I 2010 kom filmen Manden de kaldte Doktor Død, som handlede om Jack Kevorkian og hans eutanasi-engagement. Al Pacino spillede Kevorkian og Susan Sarandon spillede vennen Janet Godt.